# Anisopappus pseudopinnatifidus
Anisopappus pseudopinnatifidus là một loài thực vật có hoa thuộc họ Asteraceae.
Loài này chỉ có ở Namibia.
Môi trường sống tự nhiên của chúng là vùng cây bụi khô khu vực nhiệt đới hoặc cận nhiệt đới.